# Jean Saint-Raymond
Pour les articles homonymes, voir Saint-Raymond (homonymie).
Jean Saint-Raymond, né le 24 juin 1762 à Saint-Frajou (Haute-Garonne), mort le 11 décembre 1806 à Nuremberg (Bavière), est un militaire français de la Révolution et de l’Empire, colonel d'infanterie.

## États de service
Il entre en service le 6 janvier 1785, comme soldat au régiment d’infanterie de l’île Bourbon, et il obtient son congé le 13 septembre 1789.
Il reprend du service le 23 octobre 1791, en tant que sous-lieutenant dans le 1er bataillon de volontaires du Finistère, et il devient lieutenant le 17 mars 1792, capitaine le 12 février 1793, puis chef de bataillon le 29 juillet 1794. Affecté à l’armée du Nord, il est appelé à l’armée du Rhin en 1796, avec laquelle il fait les campagnes de l’an VI à l’an IX. Il a un cheval tué sous lui, dans un engagement près de Mannheim le 18 septembre 1799, et il est fait prisonnier par les autrichiens.
Il est promu chef de brigade commandant la 66e demi-brigade d’infanterie de ligne le 17 octobre 1799, pendant sa captivité, et il est remis en liberté sur parole le 16 décembre suivant. Il fait la campagne de l’an X à l’armée de l’Ouest, et le 23 mai 1803, il est nommé au commandement de la 63e demi-brigade de ligne. Il devient colonel le 5 octobre 1803, au 33e régiment d’infanterie de ligne, et il sert au camp de Bruges jusqu’à la fin de l’an XIII. Il est fait chevalier de la Légion d’honneur le 11 décembre 1803, et officier de l’ordre le 14 juin 1804.
En août 1805, il participe à la campagne d’Autriche, au sein de la 1re brigade de la 2e division d’infanterie du 3ecorps de la Grande Armée, et il se distingue le 2 décembre 1805, à la bataille d’Austerlitz. Il est élevé au grade de commandeur de la Légion d’honneur le 25 décembre 1805.
En 1806, il fait la campagne de Prusse. Il meurt de maladie le 11 décembre 1806, à Nuremberg. Il est enterré le 13 décembre dans la cimetière militaire de Nuremberg.

## Sources
- A. Lievyns, Jean Maurice Verdot, Pierre Bégat, Fastes de la Légion-d'honneur, biographie de tous les décorés accompagnée de l'histoire législative et réglementaire de l'ordre, Tome 3, Bureau de l’administration, 1844, 529 p. (lire en ligne), p. 475.
- Danielle Quintin et Bernard Quintin, Dictionnaires chefs de brigade, colonels et capitaine de vaisseau de Bonaparte, Paris, S.P.M., 2012, 452 p. (ISBN 978-2-901952-91-6, lire en ligne)
- Commandant G. Dumont, Bataillons de volontaires nationaux, (cadres et historiques), Paris, Lavauzelle, 1914, p. 102-103.
- Stadtarchiv Nürnberg, B5/I Nr. 44a Leichenbuch 1803-1809 p. 213.
- Stadtarchiv Nürnberg, B19, Nr. 601.
- Johann Paul Priem, Geschichte der Stadt Nürnberg, Verlag Jacob Zeiser, 1875, 735 p. (lire en ligne), p. 400.